# Obrona Olsztyna
Obrona Olsztyna. Obraz dramatyczny – dramat Aleksandra Fredry.
Utwór powstał prawdopodobnie przed 1830. Opublikowany został po raz pierwszy w czasopiśmie „Haliczanin” (t. II, 1830, s. 165–173). W wersji książkowej ukazał się w 1880 w tomie VI pośmiertnego wydania dzieł Fredry (s. 247–259). Utwór zachował się w starannie przepisanej kopii rękopiśmiennej. Za życia autora sztuka nie była wystawiana. We Lwowie wystawiono ją po raz pierwszy 31 grudnia 1889, zaś w Warszawie 1 stycznia 1927.
Niewielkich rozmiarów utwór przedstawia czyn Kaspra Karlińskiego podczas obrony zamku w Olsztynie w 1587.